# Buick Standard Six
Der Buick Standard Six war eine Serie von Personenkraftwagen mit Sechszylindermotor, die in den Modelljahren 1925–1927 von  Buick als Nachfolger der Serie 24-Four in den USA gefertigt wurde. 1928 bekamen die Wagen den Namenszusatz Serie 115 in Anlehnung an den Radstand in Zoll. Im Folgejahr ersetzte ihn die Serie 116.

## Von Jahr zu Jahr

### Standard Six (1925–1927)
Die neuen kleinen Sechszylindermodelle für 1925 hatten einen obengesteuerten Motor mit einem Hubraum von 3.130 cm³ und einer Leistung von 50 bhp (37 kW) bei 2.800 min−1. Der Radstand der mit zwölf verschiedenen 2- und 4-türigen Karosserien  verfügbaren Wagen betrug einheitlich 2.903 mm. Ihr Aussehen ähnelte dem der Vorgänger.
Im Folgejahr wurden die Wagen leicht überarbeitet: Der Radstand wuchs auf 2.908 mm, die Kanten am Kühler wurden etwas weicher und die Scheinwerfereinsätze waren nun tauschbar. Dazu gab es einen größeren Motor mit 3.392 cm³ Hubraum und einer Leistung von 60 bhp (44 kW). Die Anzahl der verfügbaren Karosserien reduzierte sich auf sechs.
1927 gab es stilistisch keine Veränderungen, nur die Motorleistung stieg bei unverändertem Hubraum auf 63 bhp (46 kW). Es gab in diesem Jahr nun wieder neun Karosserien zur Auswahl.

In drei Jahren waren 312.467 Standard Six entstanden.

### Standard Six Serie 115 (1928)
1928 wurde das Vorjahresmodell ohne große Änderungen übernommen, bekam aber den Zusatz Serie 115, die den (ungefähren) Radstand bezeichnete (eigentlich waren es 114,5″). Die stilistischen Änderungen beschränkten sich auf die Scheinwerfer, die anstatt der bis dahin üblichen Trommelform ein halbkugelförmiges Gehäuse erhielten. Sieben verschiedene Karosserien mit 2 bis 4 Türen wurden angeboten.

In diesem Jahr wurden 126.820 Fahrzeuge von der Serie 115 erstellt.

### Serie 116 (1929)
1929 kam es zu einer kompletten Überarbeitung der Serie durch das General Motors Art & Colour Department. Der Radstand wuchs um 1 ½″ und die Karosserien bekamen eine Ausbauchung 40 mm unterhalb der Gürtellinie, die der Serie den wenig schmeichelhaften Namen Schwangerer Buick einbrachte. Der Roadster war entfallen und es wurden nur noch sechs verschiedene Karosserien angeboten. Ebenso entfallen war der Name Standard Six, sodass die Wagen nur noch als Serie 116 vermarktet wurden. Deutlich zugelegt hatte der Sechszylindermotor, der nun 94 bhp (69 kW) bei 2.800 min−1 aus einem Hubraum von 3.918 cm³ schöpfte. 

Vom Publikum wurden die Änderungen allerdings offensichtlich nicht honoriert, denn in diesem Jahr entstanden nur noch 84.119 Exemplare der kleinen Sechszylinderserie. Im Folgejahr ersetzte die Serie 40 diese Wagen.

## Quelle
- Kimes, Beverly R. & Clark, Henry A. jun.: Standard Catalog of American Cars 1805–1942. Krause Publications, Iola 1985, ISBN 0-87341-045-9

Im Zeitraum von 1942 bis 1946 gab es aufgrund des Zweiten Weltkrieges nur eine eingeschränkte zivile Fahrzeugproduktion.